# Rick Ravanello
Richard Alexander Ravanello (* 24. Oktober 1967 in Kap Breton, Kanada) ist ein kanadischer Schauspieler.

## Leben
Richard Alexander Ravanello wuchs mit seinen drei jüngeren Brüdern in Kap Breton auf. Nach seinem Schulabschluss an der Riverview Rural High School studierte er Wirtschaftswissenschaften. Anschließend begann er in Calgary mit der Schauspielerei. Dort traf er auch seine spätere Frau, die er 1994 heiratete. Mit ihr zog er einige Jahre später nach Los Angeles, wo er nicht nur weiterhin Schauspiel studierte, sondern auch in Filmen wie Asteroidenfeuer – Die Erde explodiert, Mittendrin und voll dabei und Das Tribunal sowie Fernsehserien wie 24 und Hollywood Heights mitspielte. Ravanello ist sowohl beim kanadischen als auch beim US-amerikanischen Film aktiv.

## Filmografie (Auswahl)

### Film
- 1997: Asteroidenfeuer – Die Erde explodiert (Doomsday Rock)
- 1997: Der Mörder unserer Mutter (Daughters)
- 1998: Agent Nick Fury – Einsatz in Berlin (Nick Fury: Agent of S.H.I.E.L.D.)
- 1998: Creature – Tod aus der Tiefe (Creature)
- 1998: Phantome des Todes (Shattered Image)
- 1998: Storm Chasers – Im Auge des Sturms (Storm Chasers: Revenge of the Twister)
- 1998: Terror im Weißen Haus (Loyal Opposition)
- 1999: Eiszeit – Ein Ehekrieg mit Folgen (A Cooler Climate)
- 1999: Zugfahrt ins Jenseits (Atomic Train)
- 2000: Mittendrin und voll dabei (Skipped Parts)
- 2001:  Neben der Spur (Out of Line)
- 2001: Semper Fi – Treu bis in den Tod (Semper Fi)
- 2002: Das Tribunal (Hart’s War)
- 2005: The Cave
- 2008: Der Weihnachtswunsch (The Mrs. Clause)
- 2011: Doomsday Prophecy – Prophezeiung der Maya (Doomsday Prophecy)
- 2017: Kings

### Serie
- 1997: Stargate SG-1 (eine Folge)
- 1999: Cold Squad (zwei Folgen)
- 2004: 24 (zwei Folgen)
- 2004: Desperate Housewives (eine Folge)
- 2007: Bones – Die Knochenjägerin (Bones, eine Folge)
- 2008: Gemini Division (drei Folgen)
- 2009: Lincoln Heights (vier Folgen)
- 2010: Castle (eine Folge)
- 2010: Weeds – Kleine Deals unter Nachbarn (Weeds, vier Folgen)
- 2012: Hollywood Heights (zwei Folgen)
- 2012: True Justice (vier Folgen)
- 2015: Scorpion (eine Folge)
- 2015: Criminal Minds (eine Folge)